# Herrlisheim-près-Colmar
Herrlisheim-près-Colmar – miejscowość i gmina we Francji, w regionie Grand Est, w departamencie Górny Ren.
Według danych na rok 2018 gminę zamieszkiwało 1865 osób, a gęstość zaludnienia wyniosła 242 os./km².

## Demografia
Ludność według grup wiekowych:
| Wiek            | 2007 | %    | 2012 | %    | 2017 | %    |
| --------------- | ---- | ---- | ---- | ---- | ---- | ---- |
| 0 - 14 lat      | 282  | 16,7 | 297  | 16,4 | 307  | 16,9 |
| 15 - 29 lat     | 245  | 14,5 | 252  | 13,9 | 222  | 12,2 |
| 30 - 44 lat     | 358  | 21,2 | 380  | 21   | 365  | 20,1 |
| 45 - 59 lat     | 404  | 23,9 | 361  | 20   | 377  | 20,8 |
| 60 - 74 lat     | 275  | 16,3 | 354  | 19,6 | 375  | 20,6 |
| 75 lat i więcej | 124  | 7,3  | 164  | 9    | 172  | 9,5  |

Ludność historyczna:
| Rok                             | 1982  | 1990  | 1999  | 2007  | 2012  | 2017  |
| ------------------------------- | ----- | ----- | ----- | ----- | ----- | ----- |
| Populacja                       | 1518  | 1509  | 1586  | 1687  | 1808  | 1818  |
| Średnia gęstość (mieszk. / Km²) | 197,7 | 196,5 | 206,5 | 219,7 | 235,4 | 236,7 |